# Кочув
Кочув (пол. Koczów) — село в Польщі, у гміні Камінь Холмського повіту Люблінського воєводства. Населення — 118 осіб (2011).

## Історія
За даними етнографічної експедиції 1869—1870 років під керівництвом Павла Чубинського, у селі здебільшого проживали греко-католики, які розмовляли українською мовою.
У 1975—1998 роках село належало до Холмського воєводства.

## Демографія
Демографічна структура станом на 31 березня 2011 року:
|          | Загалом | Допрацездатний вік | Працездатний вік | Постпрацездатний вік |
| -------- | ------- | ------------------ | ---------------- | -------------------- |
| Чоловіки | 62      | 19                 | 36               | 7                    |
| Жінки    | 56      | 14                 | 27               | 15                   |
| Разом    | 118     | 33                 | 63               | 22                   |